# HMS L33
Pour les articles homonymes, voir L33.
Le HMS L33 est un sous-marin britannique de classe L construit pour la Royal Navy par Swan Hunter à Wallsend. Sa quille est posée en septembre 1917, il est lancé en mai 1919 et achevé en décembre 1920. Armé de six tubes lance-torpilles, il avait une vitesse de pointe de 17 nœuds (31 km/h) en surface. Il a eu une carrière calme qui a inclus un déploiement à la station de Chine en 1928. Obsolète au début des années 1930, le L33 a été vendu en février 1932 et démantelé.

## Conception
Le HMS L9 et les navires de classe L qui l’ont suivi avaient été agrandis pour recevoir des tubes lance-torpilles de 21 pouces (533 mm) et davantage de carburant. Le sous-marin avait une longueur totale de 70,4 m, un maître-bau de 7,2 m et un tirant d'eau moyen de 4 m. Ces sous-marins avaient un déplacement de 905 tonnes en surface, et 1 091 tonnes en immersion. Ils avaient un équipage de 38 officiers et matelots,.
Pour la navigation en surface, ces navires étaient propulsés par deux moteurs diesel Vickers à 12 cylindres de 1 200 ch (895 kW), chacun entraînant un arbre d'hélice. En immersion, chaque hélice était entraînée par un moteur électriques de 600 ch (447 kW). Ils pouvaient atteindre la vitesse de 17 nœuds (31 km/h) en surface et 10,5 nœuds (19,4 km/h) sous l’eau. En surface, la classe L avait un rayon d'action de 3 800 milles marins (5 900 km) à 10 nœuds (19 km/h).
Les navires étaient armés de quatre tubes lance-torpilles de 21 pouces dans l’étrave et de deux tubes de 18 pouces (457 mm) sur les flancs. Ils transportaient quatre torpilles de recharge pour les tubes de 21 pouces et un total de dix torpilles de toutes tailles. Ils étaient également armés d’un canon de pont de 4 pouces (102 mm) pour une utilisation en surface. Le canon était monté sur une plate-forme tournante au niveau du pont pour augmenter sa portée et lui permettre d’engager des sous-marins ennemis en surface au-delà de la portée des torpilles et dans des mers plus formées.

## Engagements
Le L33 a été construit au chantier naval Swan Hunter. Sa quille fut posée le 26 septembre 1917, et il est lancé le 29 mai 1919. Son aménagement fut achevé le 22 décembre 1919,. Après que sa construction se soit achevée, il a subi des essais en mer sur la Tyne, qui comprenaient à la fois des essais en surface et submergés. Le 16 mars 1926, le L33 entre en collision avec un autre navire inconnu, mais il n’y a pas eu de blessés dans l’accident.
En 1928, le L33 a été affecté à la China Station, avec ses navires jumeaux (sister-ships) L15, L19, et L27. Dans les années 1930, les sous-marins de classe L étaient devenus obsolètes, et la plupart d’entre eux ont donc été retirés de l’inventaire de la Royal Navy. En conséquence, le L33 a été vendu pour la démolition en février 1932 et démantelé par la suite,.